# Mitch Gaylord
Mitchell Jay „Mitch” Gaylord (ur. 10 marca 1961 w Los Angeles) – amerykański gimnastyk. Wielokrotny medalista olimpijski z Los Angeles.

## Życiorys
Urodził się w Van Nuys, w dzielnicy Los Angeles w Kalifornii w rodzinie żydowskiej jako syn Lindy i Freda Gaylordów. W 1979 ukończył Ulysses S. Grant High School w Los Angeles. Brał udział w Igrzyskach Machabejskich w 1981, zdobywając pięć złotych medali.
Zawody w 1984 były jego jedynymi igrzyskami. Pod nieobecność części sportowców z tzw. Bloku Wschodniego – w tym radzieckich gimnastyków – sięgnął po złoto w drużynie, był drugi w skoku i trzeci w ćwiczeniach na kółkach oraz na poręczach. Zdobywał tytuły mistrza Stanów Zjednoczonych, w tym w wieloboju (1983 i 1984). Zwyciężał w NCAA.
Gaylord zagrał w kilku filmach i serialach telewizyjnych. Za główną rolę Steve’a Tevere’a, piłkarza, który stał się gimnastykiem i chce dołączyć do amerykańskiej drużyny gimnastycznej na igrzyskach olimpijskich w dramacie sportowym Amerykański hymn (American Anthem, 1986) z Janet Jones był nominowany do Złotej Maliny w kategorii najgorsza nowa gwiazda, chociaż film został uznany za inspirację dla przyszłych pokoleń gimnastyków olimpijskich. Wystąpił jako dubler i kaskader dla Chrisa O’Donnella jako Robina oraz w niewymienionej w czołówce roli Mitcha Graysona (starszego brata Robina) w widowiskowym hicie fantasy Joela Schumachera Batman Forever (1995). Pojawiał się w reklamach Coca-Cola Light, Nike, Vidal Sassoon i Texaco.
28 czerwca 1992 zawarł związek małżeński z Deborah Marią Driggs, z którą ma dwie córki – Madeline Rae i Bailey oraz syna Kevina Tylera. 1 stycznia 2003 rozwiedli się. 8 lipca 2005 poślubił Valentinę Mariele Ashley Agius, z którą ma córkę (ur. 26 grudnia 2008) i syna (ur. 27 czerwca 2010). 2 czerwca 2020 doszło do rozwodu.

## Filmografia
- 1976: Ucieczka Logana jako Cub
- 1990: Amerykański rikszarz (American Rickshaw) jako Scott Edwards
- 1992: Zwierzęcy instynkt (Animal Instincts) jako Rod Tennison
- 1994: Miłosna przygoda (Sexual Outlaws) jako Francis Badham
- 1995: Na śmierć i życie (Savate) – kaskader
- 1995: Batman Forever – kaskader
- 1995: Mortal Kombat – kaskader
- 2005: Confessions of an Action Star jako brat